# Тоновка (станция)
Тоновка — железнодорожная станция 5 класса Юго-Восточной железной дороги на линии Тамбов — Ртищево (линия неэлектрифицирована), расположена в  Кирсановском районе Тамбовской области, в 86 км от станции Тамбов. Через станцию производятся пригородние пассажирские перевозки на Тамбов,  Ртищево, Тамалу, Кирсанов.

## История
Станция открыта в 1960 году в связи со строительством Кирсановского сахарного завода.

## Деятельность
- Посадка и высадка пассажиров на (из) поезда пригородного и местного сообщения. Приём и выдача багажа не производятся.[6]